# Seznam kulturních památek v Blatné
Tento seznam nemovitých kulturních památek ve městě Blatná v okrese Strakonice vychází z  Ústředního seznamu kulturních památek ČR, který na základě zákona č. 20/1987 Sb., o státní památkové péči, vede Národní památkový ústav jako ústřední organizace státní památkové péče. Údaje jsou průběžně upřesňovány, přesto mohou obsahovat i řadu věcných a formálních chyb a nepřesností či být neaktuální. 
Pokud byly některé části dotčeného území vyčleněny do samostatných seznamů, měly by být odkazy na tyto dílčí seznamy uvedeny v úvodu tohoto seznamu nebo v úvodu příslušné sekce seznamu.

## Blatná
|  |  | Hledat fotografie a kategorie ve Wikimedia Commons podle rejstříkového čísla památky | Nahrát snímek k tomuto tématu do úložiště Wikimedia Commons |  |

|  | Kategorie „Blatná Chateau “ na Wikimedia Commons | Hledat fotografie a kategorie ve Wikimedia Commons podle rejstříkového čísla památky | Nahrát snímek k tomuto tématu do úložiště Wikimedia Commons |  |

|  | Kategorie „Rýžoviště zlata v zámeckém parku (Blatná) “ na Wikimedia Commons | Hledat fotografie a kategorie ve Wikimedia Commons podle rejstříkového čísla památky | Nahrát snímek k tomuto tématu do úložiště Wikimedia Commons |  |

|  | Kategorie „Obytně-hospodářská budova sádek (Blatná) “ na Wikimedia Commons | Hledat fotografie a kategorie ve Wikimedia Commons podle rejstříkového čísla památky | Nahrát snímek k tomuto tématu do úložiště Wikimedia Commons |  |

|  | Kategorie „Brewery in Blatná “ na Wikimedia Commons | Hledat fotografie a kategorie ve Wikimedia Commons podle rejstříkového čísla památky | Nahrát snímek k tomuto tématu do úložiště Wikimedia Commons |  |

|  |  | Hledat fotografie a kategorie ve Wikimedia Commons podle rejstříkového čísla památky | Nahrát snímek k tomuto tématu do úložiště Wikimedia Commons |  |

|  | Kategorie „Na Příkopech 185, Blatná “ na Wikimedia Commons | Hledat fotografie a kategorie ve Wikimedia Commons podle rejstříkového čísla památky | Nahrát snímek k tomuto tématu do úložiště Wikimedia Commons |  |

|  | Kategorie „Chaplain house in Blatná “ na Wikimedia Commons | Hledat fotografie a kategorie ve Wikimedia Commons podle rejstříkového čísla památky | Nahrát snímek k tomuto tématu do úložiště Wikimedia Commons |  |

|  | Kategorie „Statue of Saint Florian in Blatná “ na Wikimedia Commons | Hledat fotografie a kategorie ve Wikimedia Commons podle rejstříkového čísla památky | Nahrát snímek k tomuto tématu do úložiště Wikimedia Commons |  |

|  | Kategorie „Deanery in Blatná “ na Wikimedia Commons | Hledat fotografie a kategorie ve Wikimedia Commons podle rejstříkového čísla památky | Nahrát snímek k tomuto tématu do úložiště Wikimedia Commons |  |

|  | Kategorie „Church of the Assumption of the Virgin Mary (Blatná) “ na Wikimedia Commons | Hledat fotografie a kategorie ve Wikimedia Commons podle rejstříkového čísla památky | Nahrát snímek k tomuto tématu do úložiště Wikimedia Commons |  |

|  | Kategorie „World War I memorial in Blatná “ na Wikimedia Commons | Hledat fotografie a kategorie ve Wikimedia Commons podle rejstříkového čísla památky | Nahrát snímek k tomuto tématu do úložiště Wikimedia Commons |  |

|  | Kategorie „Městské muzeum Blatná “ na Wikimedia Commons | Hledat fotografie a kategorie ve Wikimedia Commons podle rejstříkového čísla památky | Nahrát snímek k tomuto tématu do úložiště Wikimedia Commons |  |

|  |  | Hledat fotografie a kategorie ve Wikimedia Commons podle rejstříkového čísla památky | Nahrát snímek k tomuto tématu do úložiště Wikimedia Commons |  |

|  | Kategorie „Maria column in Blatná “ na Wikimedia Commons | Hledat fotografie a kategorie ve Wikimedia Commons podle rejstříkového čísla památky | Nahrát snímek k tomuto tématu do úložiště Wikimedia Commons |  |

|  |  | Hledat fotografie a kategorie ve Wikimedia Commons podle rejstříkového čísla památky | Nahrát snímek k tomuto tématu do úložiště Wikimedia Commons |  |

|  |  | Hledat fotografie a kategorie ve Wikimedia Commons podle rejstříkového čísla památky | Nahrát snímek k tomuto tématu do úložiště Wikimedia Commons |  |

|  |  | Hledat fotografie a kategorie ve Wikimedia Commons podle rejstříkového čísla památky | Nahrát snímek k tomuto tématu do úložiště Wikimedia Commons |  |

|  |  | Hledat fotografie a kategorie ve Wikimedia Commons podle rejstříkového čísla památky | Nahrát snímek k tomuto tématu do úložiště Wikimedia Commons |  |

|  |  | Hledat fotografie a kategorie ve Wikimedia Commons podle rejstříkového čísla památky | Nahrát snímek k tomuto tématu do úložiště Wikimedia Commons |  |

|  |  | Hledat fotografie a kategorie ve Wikimedia Commons podle rejstříkového čísla památky | Nahrát snímek k tomuto tématu do úložiště Wikimedia Commons |  |

|  |  | Hledat fotografie a kategorie ve Wikimedia Commons podle rejstříkového čísla památky | Nahrát snímek k tomuto tématu do úložiště Wikimedia Commons |  |

|  |  | Hledat fotografie a kategorie ve Wikimedia Commons podle rejstříkového čísla památky | Nahrát snímek k tomuto tématu do úložiště Wikimedia Commons |  |

|  |  | Hledat fotografie a kategorie ve Wikimedia Commons podle rejstříkového čísla památky | Nahrát snímek k tomuto tématu do úložiště Wikimedia Commons |  |

|  |  | Hledat fotografie a kategorie ve Wikimedia Commons podle rejstříkového čísla památky | Nahrát snímek k tomuto tématu do úložiště Wikimedia Commons |  |

|  |  | Hledat fotografie a kategorie ve Wikimedia Commons podle rejstříkového čísla památky | Nahrát snímek k tomuto tématu do úložiště Wikimedia Commons |  |

|  | Kategorie „Základní škola J. A. Komenského Blatná “ na Wikimedia Commons | Hledat fotografie a kategorie ve Wikimedia Commons podle rejstříkového čísla památky | Nahrát snímek k tomuto tématu do úložiště Wikimedia Commons |  |

|  |  | Hledat fotografie a kategorie ve Wikimedia Commons podle rejstříkového čísla památky | Nahrát snímek k tomuto tématu do úložiště Wikimedia Commons |  |

|  |  | Hledat fotografie a kategorie ve Wikimedia Commons podle rejstříkového čísla památky | Nahrát snímek k tomuto tématu do úložiště Wikimedia Commons |  |

|  | Kategorie „Stone cross in Blatná “ na Wikimedia Commons | Hledat fotografie a kategorie ve Wikimedia Commons podle rejstříkového čísla památky | Nahrát snímek k tomuto tématu do úložiště Wikimedia Commons |  |

|  | Kategorie „Sokol house in Blatná “ na Wikimedia Commons | Hledat fotografie a kategorie ve Wikimedia Commons podle rejstříkového čísla památky | Nahrát snímek k tomuto tématu do úložiště Wikimedia Commons |  |

|  | Kategorie „Statue of Saint Wenceslaus (Blatná) “ na Wikimedia Commons | Hledat fotografie a kategorie ve Wikimedia Commons podle rejstříkového čísla památky | Nahrát snímek k tomuto tématu do úložiště Wikimedia Commons |  |

|  | Kategorie „Vila Fiala (Blatná) “ na Wikimedia Commons | Hledat fotografie a kategorie ve Wikimedia Commons podle rejstříkového čísla památky | Nahrát snímek k tomuto tématu do úložiště Wikimedia Commons |  |

|  | Kategorie „Granary in Blatná “ na Wikimedia Commons | Hledat fotografie a kategorie ve Wikimedia Commons podle rejstříkového čísla památky | Nahrát snímek k tomuto tématu do úložiště Wikimedia Commons |  |

## Blatenka
| Památka                         | Fotografie        | Rejstříkové číslo v ÚSKP                                                             | Sídelní útvar                                               | Poloha                                                                     | Popis a poznámky |
| ------------------------------- | ----------------- | ------------------------------------------------------------------------------------ | ----------------------------------------------------------- | -------------------------------------------------------------------------- | --- |
| Dřevěný srub če. 42 (Q37007273) | \| \| \| \| \| \| | 35214/3-4014 Pam. katalog MIS                                                        | Blatenka                                                    | Blatenka če. 42, severozápadně od vsi 49°24′15,6″ s. š., 13°50′57,2″ v. d. | Venkovský dům - srub (dřevěný dům s kolnou). Roubený dům če. 42, částečně přestavěný a upravený ve druhé polovině 20. století, je datován do 18. století. Srub se původně nacházel v areálu usedlosti čp. 4 v obci, v 70.–80. letech 20. století byl přemístěn na dnešní místo zhruba 0,5 km severozápadně směrem od vsi. Původní srub s kolnou měl střechy kryté doškami, neměl okna a vestavěné podkroví. Dřevěný srub je tvořen vlastním srubem na kamenné podezdívce a na něj navazuje na severozápadě otevřená přízemní kolna. Dřevěný podsklepený srub s vestavěným podkrovím je situován na téměř čtvercovém půdorysu a je zastřešen sedlovou střechou zvalbenou na jihozápadě, která je kryta šindelem. Přesah střechy na vstupní straně tvoří zápraží a zároveň je konstrukcí pro balkon v podkroví. Před srubem na severovýchodní straně jsou předsazena dvě přímá ramena dřevěných schodů, proti sobě situovaných, vedoucí na podestu. Podesta je podporována zděnými pilíři. · Poznámka: Původně u čp. 4 · Památkově chráněno od roku 1963. |
|                                 |                   | Hledat fotografie a kategorie ve Wikimedia Commons podle rejstříkového čísla památky | Nahrát snímek k tomuto tématu do úložiště Wikimedia Commons |                                                                            | |

## Jindřichovice
| Památka                           | Fotografie        | Rejstříkové číslo v ÚSKP                                                             | Sídelní útvar                                               | Poloha                                                           | Popis a poznámky |
| --------------------------------- | ----------------- | ------------------------------------------------------------------------------------ | ----------------------------------------------------------- | ---------------------------------------------------------------- | --- |
| Lesní kaple s hrobkou (Q37324114) | \| \| \| \| \| \| | 50947/3-6207 Pam. katalog MIS                                                        | Jindřichovice                                               | u hájovny Chválov, st. 29 49°22′34,43″ s. š., 13°51′42,52″ v. d. | Lesní kaple Battagliů z Drahonic a Enisů z Lažan s hrobkou byla postavena roku 1894 v romantizujícím novogotickém slohu. Interiér sklenut křížovou klenbou. Kaple je situována cca 2 km jižně od Jindřichovic. Památkově chráněno od 24. dubna 2001. |
|                                   |                   | Hledat fotografie a kategorie ve Wikimedia Commons podle rejstříkového čísla památky | Nahrát snímek k tomuto tématu do úložiště Wikimedia Commons |                                                                  | |

## Čekanice
|  | Kategorie „Castle Čekanice “ na Wikimedia Commons | Hledat fotografie a kategorie ve Wikimedia Commons podle rejstříkového čísla památky | Nahrát snímek k tomuto tématu do úložiště Wikimedia Commons |  |

|  |  | Hledat fotografie a kategorie ve Wikimedia Commons podle rejstříkového čísla památky | Nahrát snímek k tomuto tématu do úložiště Wikimedia Commons |  |

|  | Kategorie „Kaple Panny Marie (Čekanice) “ na Wikimedia Commons | Hledat fotografie a kategorie ve Wikimedia Commons podle rejstříkového čísla památky | Nahrát snímek k tomuto tématu do úložiště Wikimedia Commons |  |

## Hněvkov
|  |  | Hledat fotografie a kategorie ve Wikimedia Commons podle rejstříkového čísla památky | Nahrát snímek k tomuto tématu do úložiště Wikimedia Commons |  |

|  |  | Hledat fotografie a kategorie ve Wikimedia Commons podle rejstříkového čísla památky | Nahrát snímek k tomuto tématu do úložiště Wikimedia Commons |  |

## Skaličany
| Památka                    | Fotografie        | Rejstříkové číslo v ÚSKP                                                             | Sídelní útvar                                               | Poloha                                                   | Popis a poznámky |
| -------------------------- | ----------------- | ------------------------------------------------------------------------------------ | ----------------------------------------------------------- | -------------------------------------------------------- | --- |
| Usedlost čp. 4 (Q33255989) | \| \| \| \| \| \| | 46463/3-4371 Pam. katalog MIS                                                        | Skaličany                                                   | Skaličany 4, náves 49°26′19,13″ s. š., 13°55′0,81″ v. d. | Venkovská usedlost dvouštítového uspořádání byla vystavena pravděpodobně v první polovině 19. století. Dům a špýchar mají křídlové štíty členěné římsami a pilastry. Cenné interiéry včetně konstrukcí (klenby, trámové stropy, krovy) a prvky (dveře včetně kování). Areál je tvořen obytným stavením s navazujícími chlévy a kolnou na východní straně dvora. Západní strana dvora je od jihu tvořena špýcharem s navazujícími klenutými stájemi. Na západní straně dvora se nachází samostatně stojící zděná hospodářská budova a torzo obvodových stěn kolny, jež nejsou předmětem památkové ochrany. Dvůr na části západní strany je ohraničen kamenným tarasem se zděnou nadezdívkou. Na jihu je dvůr uzavřen mezi obytným stavením a špýcharem vjezdovou bránou a brankou. Dvůr býval na severu uzavřen roubenou stodolou s doškovou krytinou, která neexistuje již od roku 1973. Dnes není dvůr na severu uzavřen, volně přechází v navazující pozemky, zahrady. Zbývající plocha dvora na východní straně je ohraničena pletivem, které je bez památkové ochrany. · Památkově chráněno od roku 1963. |
|                            |                   | Hledat fotografie a kategorie ve Wikimedia Commons podle rejstříkového čísla památky | Nahrát snímek k tomuto tématu do úložiště Wikimedia Commons |                                                          | |

## Drahenický Málkov
| Památka                    | Fotografie        | Rejstříkové číslo v ÚSKP                                                             | Sídelní útvar                                               | Poloha                                                    | Popis a poznámky |
| -------------------------- | ----------------- | ------------------------------------------------------------------------------------ | ----------------------------------------------------------- | --------------------------------------------------------- | --- |
| Usedlost čp. 9 (Q33245643) | \| \| \| \| \| \| | 40551/3-4097 Pam. katalog MIS                                                        | Drahenický Málkov                                           | Drahenický Málkov 9 49°28′23,61″ s. š., 13°54′4,82″ v. d. | Venkovská usedlost nepravidelného tvaru s obytnými a hospodářskými budovami je datována do poloviny 19. století. Usedlost byla během 20. století zmodernizována. Dům má dochovaný zlidovělý štít selského baroka. Dvouštítové průčelí spojené bránou je orientováno k západu, k přilehlé komunikaci. Areál venkovské usedlosti sestává z obytného stavení s navazujícími stájemi na jihu, dále kolnou s chlívky na severní straně dvora. Mezi štítem obytného stavení a kolny je dvůr uzavřen bránou a brankou v ohradní zdi. Na východní straně dvora se nachází stodola, která byla ve druhé polovině 20. století přestavěna na obytné účely. Ve dvoře se nacházejí nechráněné objekty – přístavky, drobné objekty, dělicí a ohraničující ploty. · Památkově chráněno od roku 1963. |
|                            |                   | Hledat fotografie a kategorie ve Wikimedia Commons podle rejstříkového čísla památky | Nahrát snímek k tomuto tématu do úložiště Wikimedia Commons |                                                           | |